# Seebohmova vila
Seebohmova vila (zvaná též Zámeček) je samostatně stojící vila, postavená na počátku 20. století v eklektickém stylu. Nachází se na mírném návrší v Královském Poříčí v okrese Sokolov v Karlovarském kraji. Po rekonstrukci, provedené v letech 2003–2004, se stala sídlem obecního úřadu Královské Poříčí.

## Historie
V hornické obci Královské Poříčí se roku 1880 stal první ředitelem hnědouhelné těžební společnosti Britannia (Britannia Gewerkschaft) Bernhard Seebohm. Rodina Seebohmů si postupně upevňovala vliv ve společnosti Britannia a po smrti Bernharda Seebohma roku 1907 zůstal jeho syn Kurt ve vedení společnosti, kde působil jako její ředitel s několika krátkými přestávkami až do roku 1945. Pro rodinu Kurta Seebohma byla v letech 1909–1910 postavena reprezentativní vila, nazývaná Zámeček.
V listopadu 1945 byl bývalý ředitel a majitel vily Kurt Seebohm odsunut do Německa, kde brzy nato zemřel. Jeho syn Hans Christof Seebohm byl v letech 1949–1966 ministrem dopravy ve Spolkové republice Německo.
Rodině Seebohmů sloužila vila do konce druhé světové války. Po osvobození Královského Poříčí americkou armádou si americká armáda ve vile zřídila velitelství. Od 50. let 20. století do roku 2002 zde sídlilo ředitelství místního odborného stavebního učiliště.
Roku 2002 přešla vila do vlastnictví obce Královské Poříčí, která ji v letech 2003 a 2004 zrekonstruovala. V přízemí se nachází zasedací a přednáškový sál, knihovna a ordinace obvodního lékaře. V bývalém provozním suterénu vily je umístěn bowling, sauna a posilovna. První patro budovy využívá obecní úřad. V posledním patře jsou byty.

## Stavební podoba
Seebohmova vila je samostatně stojící patrová budova na obdélném půdorysu, zastřešená mansardovou střechou z níž vystupuje nad středem věžička s vyhlídkovým ochozem. 

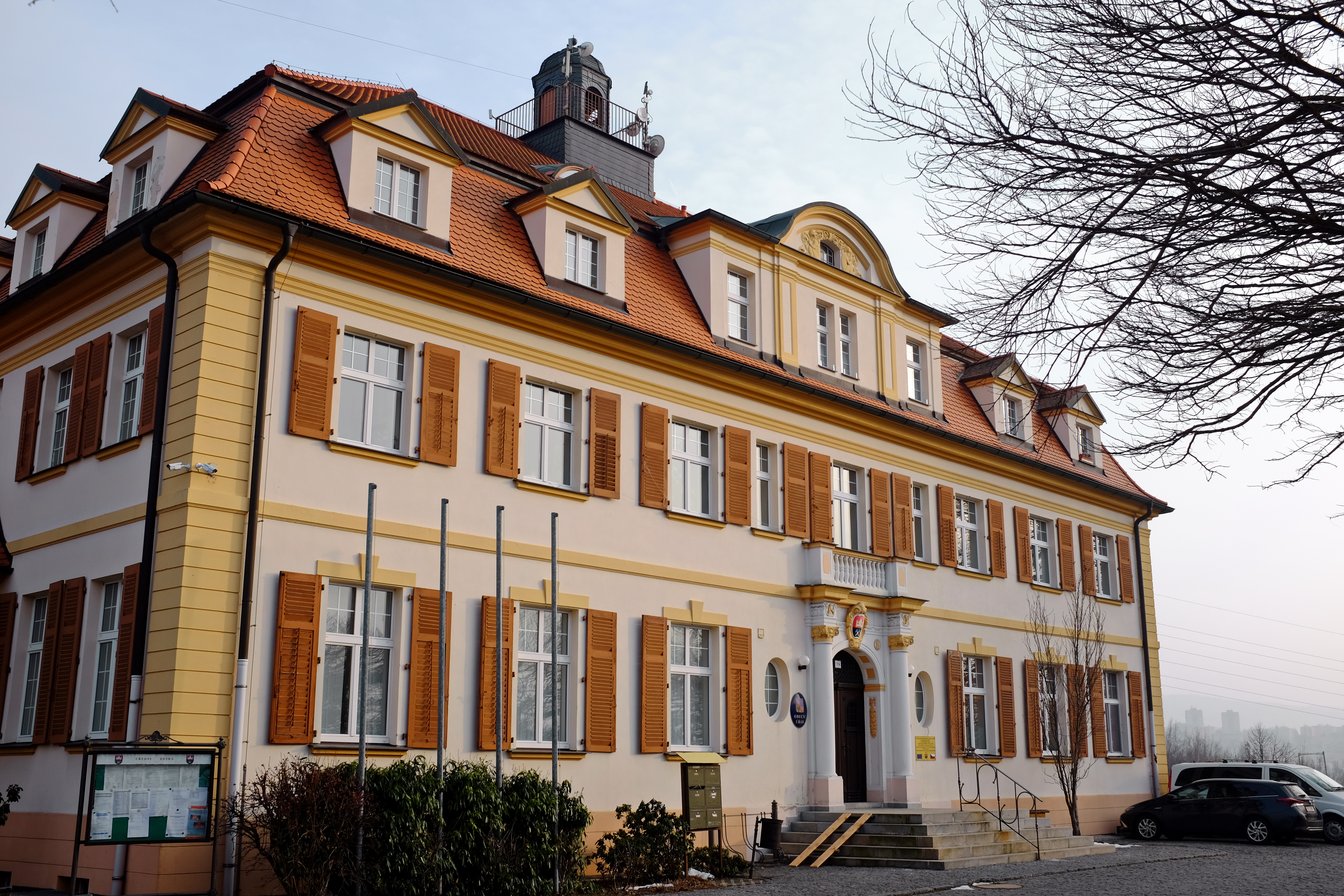
Hlavní průčelí

Architektonicky je vila souhrnem několika historizujících prvků, s převahou akcentu na barokní výraz. Příkladem je barokizující portál s dvěma sloupy s volutovou hlavicí nebo balustrádové rytmizování. Velké sedlové vikýře či výrazné žaluziové okenice prozrazují zřetelný vliv tzv. Heimatstilu. Souměrná antikizující symetrie je podtržena rytmičností okenních os a hlavním vstupem umístěným ve střední ose. Nároží jsou zpevněna iluzivními rustikovanými lizénami.
Střední osa hlavního vstupního průčelí vrcholí mohutným pavilonovým nástavcem s karnýzovým frontonem. Ve střední ose zahradního (východního) průčelí vystupuje trojosá veranda s balkonem v patře. U severní boční strany je přízemní přístavek zastřešený mansardovou střechou, na jižní straně se otevírá směrem do zahrady velká lodžie s balkonem v patře.
Portálem v západním průčelí se vstupuje do vestibulu zaklenutým plackovou klenbou, odkud druhým portálem do prostorné haly se schodištěm do patra. Ve vstupní hale je vystaven rekonstruovaný starý hodinový stroj, který byl objeven v roce 1992 na půdě zdejšího kostela svaté Kunhuty. Z původní stavby se dochovaly četné umělecké prvky a architektonické detaily. V původní jídelně navazující na halu, nyní obřadní síni, se nachází krb s dekorativním dřevěným obkladem a řezbami připomínajícími severské starogermánské motivy. Schodiště do patra je vybaveno dřevěným obložením a dřevěnými sloupy s dekorativními volutovými hlavicemi. V knihovně se zachovala zelená kachlová kamna s kachlovou lavicí a v patře bílá sloupová kachlová kamna. V patře se rovněž dochoval originální nábytek, vestavěné skříně a dřevěné komody s barokizujícím dekorem. Při rekonstrukci v roce 2003 byly objeveny zbytky rozvodů centrálního vysavače s vývodem do centrální haly. Zahrada kolem vily byla upravena v přírodně krajinářském duchu. V zahradě je rybníček s malým vodopádem, nad břehem rybníčku stojí altánek, zastřešený mansardovou střechou.